# Dactylothele habros
Dactylothele habros är en klomaskart som beskrevs av Reid 1996. Dactylothele habros ingår i släktet Dactylothele och familjen Peripatopsidae. Inga underarter finns listade i Catalogue of Life.